# Indiana Jones and the Temple of Doom (videogioco)
Indiana Jones and the Temple of Doom è un videogioco arcade tratto dal film Indiana Jones e il tempio maledetto, pubblicato nel 1985 dalla Atari Games. Venne convertito nel 1986-1989 per molti modelli di home computer, edito principalmente da Mindscape in America e U.S. Gold in Europa. Nel 1988 uscì anche per la console NES, in una versione meno fedele all'originale.
Tra i numerosi videogiochi dedicati a Indiana Jones, è l'unico a essere uscito nelle sale giochi.

## Modalità di gioco
Il giocatore controlla Indiana Jones attraverso tre scenari con modalità di gioco differente, ciascuno tratto da una diversa scena del film, che si ripetono ciclicamente.
Il primo scenario si svolge in una miniera, un labirinto fatto di piattaforme anche bidimensionali, scalette, nastri trasportatori e scivoli con visuale isometrica e scorrimento multidirezionale. Indy deve liberare i bambini indiani sparsi per la miniera, prigionieri ciascuno in una gabbia, e infine raggiungere l'uscita. La miniera è pattugliata dalle guardie thug, inoltre ci sono serpenti e altri pericoli. Indy può muoversi in tutte le direzioni e ha la frusta come arma a corto raggio, per colpire i nemici e per aprire le gabbie. I thug vengono solo storditi per pochi istanti dalla frusta, ma se sono vicini al bordo della piattaforma cadono giù. In alcuni punti la frusta permette anche di saltare da una piattaforma all'altra, avvolgendola a un piolo.
Il secondo scenario è un percorso a bordo di un carrello da minatore. Indy può regolare la velocità, inclinare il carrello e cambiare binario nelle biforcazioni, ma il carrello avanza sempre, con scorrimento diagonale. Ci sono ancora thug da evitare o frustare, a piedi o su altri carrelli, oltre a pipistrelli e altri pericoli. I binari possono avere interruzioni che devono essere evitate.
Il terzo scenario è breve e si svolge nel tempio di Kālī. Indy agisce come nel primo scenario, ma lo scopo è rubare una pietra di Sankara dall'altare e fuggire. Oltre ai soliti thug e al fosso di lava bisogna evitare lo spirito di Mola Ram, il sacerdote capo dei nemici, che appare e lancia cuori in fiamme.
Se si superano i tre scenari tre volte si ottengono tutte le pietre di Sankara, ma si deve affrontare ancora un quarto ciclo, dove il terzo scenario è sostituito da un breve scontro finale con Mola Ram su un ponte di corda.
Nella versione arcade è possibile selezionare uno fra tre livelli di difficoltà iniziale entrando nelle rispettive porte. Anche lo schermo di selezione è un piccolo scenario dove si possono ottenere bonus frustando alcuni bersagli.